# کونتشینا وس
کونتشینا وس (به چکی: Kunčina Ves) یک منطقهٔ مسکونی در جمهوری چک است که در ناحیه بلانسکو واقع شده‌است. کونتشینا وس ۵٫۲۸ کیلومتر مربع مساحت و ۴۷ نفر جمعیت دارد و ۵۸۳ متر بالاتر از سطح دریا واقع شده‌است.